# اکالاوادی
اکالاوادی (به انگلیسی: Akkalavadi) یک روستا در هند است که در کارناتاکا واقع شده‌است.